# Хумска плоча
Хумска или Хумачка плоча је плоча (10—11. век) исписана ћириличним (са примесом од пет глагољичких слова) и старословенским језиком. Нађена је на Хумцу поред Љубушког у Херцеговини.
Хумска плоча представља најстарији ћирилски натпис на простору данашње Босне и Херцеговине и припада најстаријим јужнословенским натписима. Споменик је сачињен од миљевине, има димензије 68 х 59 х 15 cm, а сама плоча тешка је 142 kg. Натпис има три реда постављена спирално у квадратну форму. Натпис још увек није потпуно реконструисан, јер је плоча стара и оштећена, а највећи проблеми се јављају око личних имена Крсмир (или Ускрсмир) и Брет, као и назива жупе где се виде три слова руц па се претпоставља да је Врулац.
До 1958. била је узидана у прочеље фрањевачког самостана на Хумцу који је саграђен 1867. године. Данас се налази у фрањевачком музеју Хумцу код Љубушког

## Натпис на Хумачкој плочи
У име оца и сина и светаго духа. 
А се црква арханђела Михајла а зида ју К'рсмир' син Бретов жупи *руц' и жена јего Павица.